# Un amour de tortue
Un amour de tortue (Esio Trot en version originale) est le titre d'un roman pour enfants de Roald Dahl paru en 1990.
Il raconte l'histoire d'un vieux célibataire nommé M. Hoppy qui tombe amoureux de sa voisine, qui ne vit que pour sa tortue Alfred. 
Comme la voisine désespère de ne voir grandir Alfred, Hoppy va acheter une centaine de tortues, toutes de tailles différentes. Il donne ensuite une formule magique à sa voisine et, chaque matin, il remplace la tortue par une plus grande pour que sa voisine ait l'impression de voir grandir Alfred.
En 2014, le roman est adapté en téléfilm avec dans les rôles principaux Judi Dench et Dustin Hoffman.